# チラム・バラムの書

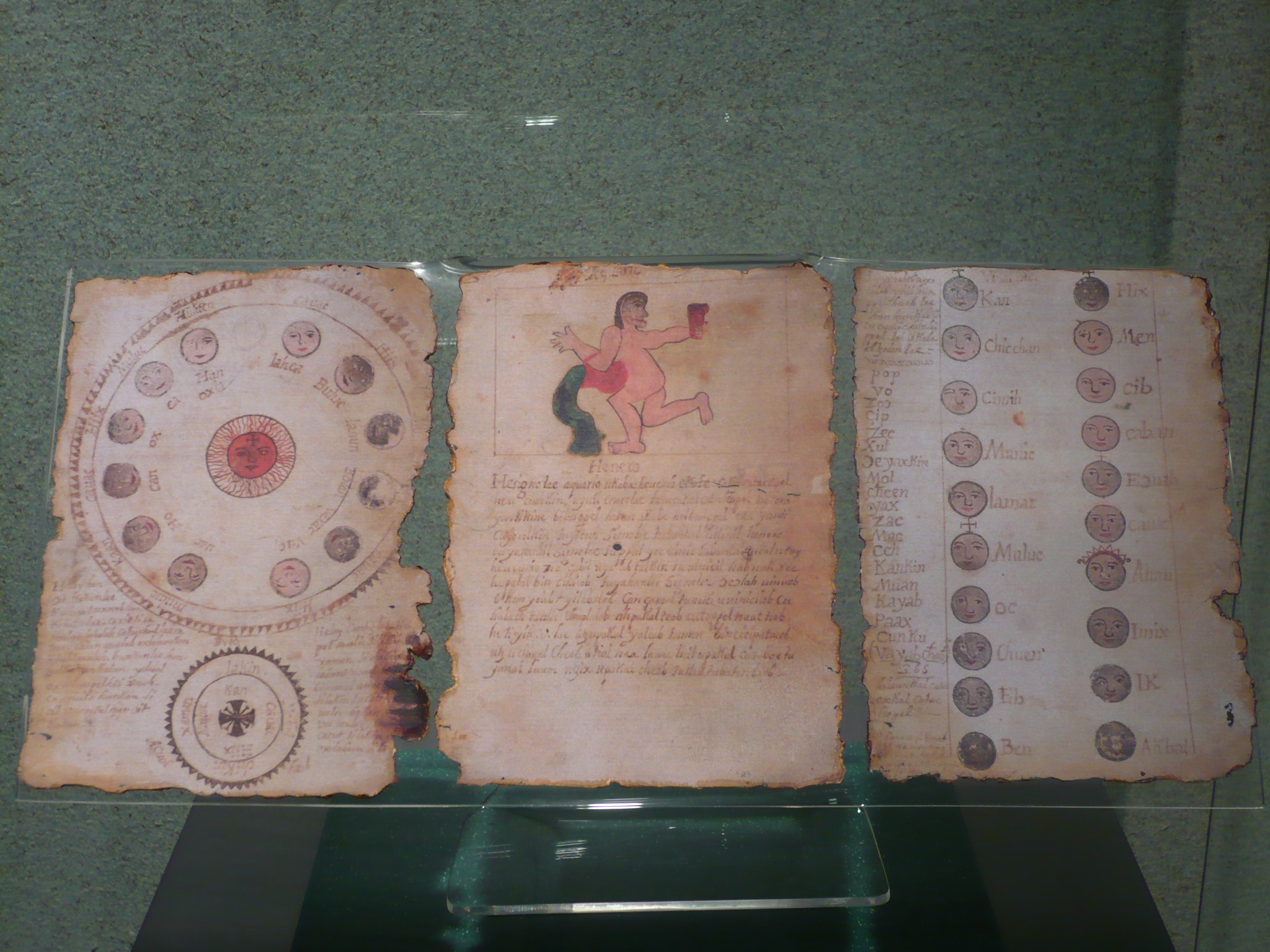
イシルのチラム・バラムの書（メキシコ国立人類学博物館）

チラム・バラムの書 (Chilam Balam) とは、18世紀から19世紀にかけてユカタン半島のマヤ人によって歴史・予言・宗教・祭祀・文学・暦・天文・医学などのさまざまな知識についてマヤ語で書かれた文書の総称。もとは多くの種類の文書があったが、現存するのは9種類のみである。大部分は所在地によって名付けられている。
チラム・バラムの書が筆写された時代は新しいが、伝統的なマヤ人の生活の情報を豊富に含み、先コロンブス期マヤの研究やマヤ語の研究の重要な資料になっている。

## 概要
チラム・バラムのチラム（またはチラン）とは神の代弁者または予言者を意味する。また、バラムは文字通りにはジャガーを意味するが、個人名や称号にも用いられた。チラム・バラムは15世紀後半から16世紀前半にかけてマニに住んでいた、おそらく実在の予言者の名で、スペイン人の到来を予言したために有名になった。
現存するテクストはいずれも18世紀から19世紀に筆写されたものだが、使われている言葉を根拠に、16世紀に遡るものと考えられている。
9種類の書物を合わせると1,000ページほどになる。ミラム (Helga-Maria Miram) によると、内容の62パーセントはヨーロッパの文献に起源をたどることができる。それ以外は主に先コロンブス期メソアメリカの文化に起源を持つが、一部はメソアメリカとヨーロッパの両方に由来する（西暦とマヤ暦の対照など）。
チラム・バラムの書には予言と関連して伝統的な暦の単位（ハアブ、ウィナル、トゥン、カトゥンなど）が登場する。スペイン人到来当時のユカタン半島では短期暦を使用していたが、この暦は13カトゥン（256年あまり）ごとに循環する。マヤ人は同じ名前のカトゥンには同じ出来事が起きると考えたため、歴史はそのまま予言でもあった。チラム・バラムの書ではカトゥン4アハウとカトゥン8アハウに主要な政治的混乱が集中している。チラム・バラムの書には7世紀から19世紀までのユカタン・マヤ人の歴史を記すが、マヤ人は予言・神話・伝説などを区別せず、政治的宣伝のために歴史を改竄したため、使用には注意が必要である。

## 種類
1933年に『チュマイェルのチラム・バラムの書』を英語に翻訳したロイズ (Ralph L. Roys) によれば、マヤ文明の研究の目的にはチュマイェル・マニ・ティシミンの3つのチラム・バラムの書がもっとも重要という。

### チュマイェルのチラム・バラムの書
ユカタン州チュマイェルのもので、1782年に書かれた。全107ページ。プリンストン大学図書館が所蔵する。
ユカタン半島西部の名門であるシウ家の立場から書かれている。
『チラム・バラムの書』の中ではよく知られ、マヤ語と英語に加えてスペイン語・フランス語・イタリア語版がある。

### ティシミンのチラム・バラムの書
ユカタン州北東部のティシミンのもので、筆写年代は明らかでない。全54ページ。メキシコ国立人類学博物館が所蔵する。
ユカタン半島東部の名門であるイツァ家の立場から書かれている。

### マニのチラム・バラムの書
ユカタン州マニのもので、1837年にフアン・ピオ・ペレスによって書き写されたペレス文書の一部として収録されている。ペレス文書は全170ページで、その50-64ページが『マニのアーカイブ中の年代記』、65-137ページが『マニのチラム・バラムの書』を写したものである。メキシコ国立人類学博物館が所蔵する。

### イシルのチラム・バラムの書
ユカタン州北部のイシルのもので、1701年の日付があるが、ロイズによると内容が18世紀末に書かれた『カウアのチラム・バラムの書』に近いため、この書も18世紀末のものかともいう。全88ページ。メキシコ国立人類学図書館が所蔵する。

### カウアのチラム・バラムの書
ユカタン州東部のカウアのもので、ロイズは18世紀末のものと推定する。全141葉。プリンストン大学図書館が所蔵する。

### ナフのチラム・バラムの書
ユカタン州テアボで1857年以降にホセ・マリア・ナフおよびホセ・セクンディーノ・ナフという2人の人物によって編纂されたため、この名がある。全64ページ。ロイズによると一部分は『テカシュのチラム・バラムの書』を書き写したものかという。プリンストン大学図書館が所蔵する。

### テカシュのチラム・バラムの書
ユカタン州テカシュのもので、1833年に書かれた。全37ページだが、現存するのは28ページという。メキシコ国立人類学歴史研究所 (INAH) が所蔵する。

### トゥシクのチラム・バラムの書
キンタナ・ロー州トゥシク (Tusik) のもので、1875年に筆写されたが、1628年と書かれた内容を含む。58ページ。現存位置はトゥシクか。

### チャン・カフのチラム・バラムの書
キンタナ・ロー州チャン・カフ (Chan Cah) （ユカタン州チャン・カン (Chan Kan) とする説もあり）のもので、1820年代、あるいは1823年から1845年にかけて書かれた。全128ページ。メキシコ国立人類学歴史研究所が所蔵する。